# Solrød
Solrød est une commune du Danemark, située dans la région du Sjælland.

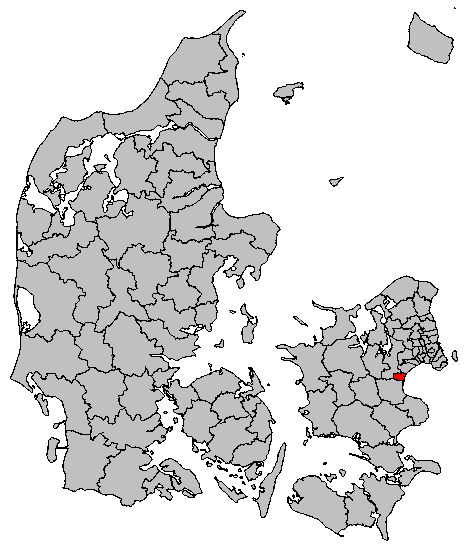
La commune de Solrød.

## Politique
La commune n'a pas été modifiée lors de la réforme communale de 2007, sinon qu'elle a été rattachée à la nouvelle région du Sjælland à la place de l'amt de Roskilde.
| Période                                           | Période  | Identité    | Étiquette | Qualité |
| ------------------------------------------------- | -------- | ----------- | --------- | ------- |
| 1er janvier 2007                                  | En cours | Niels Hörup | Venstre   |         |
| Le mandat de Niels Hörup a été reconduit en 2009. |          |             |           |         |

| Parti/liste                       | Voix  | Sièges |
| --------------------------------- | ----- | ------ |
| Parti social-démocrate            | 1 964 | 4      |
| Gauche radicale                   | 157   | 0      |
| Parti populaire conservateur      | 648   | 1      |
| SolrødListen                      | 608   | 1      |
| Parti socialiste populaire danois | 1 067 | 2      |
| Havdruplisten                     | 1 052 | 2      |
| Parti populaire danois            | 829   | 1      |
| Venstre                           | 4 116 | 8      |